# Salina (singolo)
Salina è un singolo della cantante italiana Gaia, pubblicato il 7 gennaio 2022 come quarto estratto dal secondo album in studio Alma.

## Descrizione
Il singolo ricorda l'infanzia di Gaia in un piccolo paese del mantovano, dove suo nonno ha costruito una casa per tenere unita tutta la famiglia. Il ritornello viene cantato sia in italiano che in portoghese. Gaia ha scritto sui social:

## Promozione
La cantautrice si esibisce con il brano, assieme ai suoi maggiori successi, nel corso della quarta puntata del programma televisivo Un'ora sola vi vorrei il 18 gennaio 2022.

## Video musicale
Il video, diretto dalla stessa Gaia Gozzi assieme ad Edoardo Bianco, è stato pubblicato il 19 gennaio 2022 sul canale YouTube della cantante.